# Karelsplein

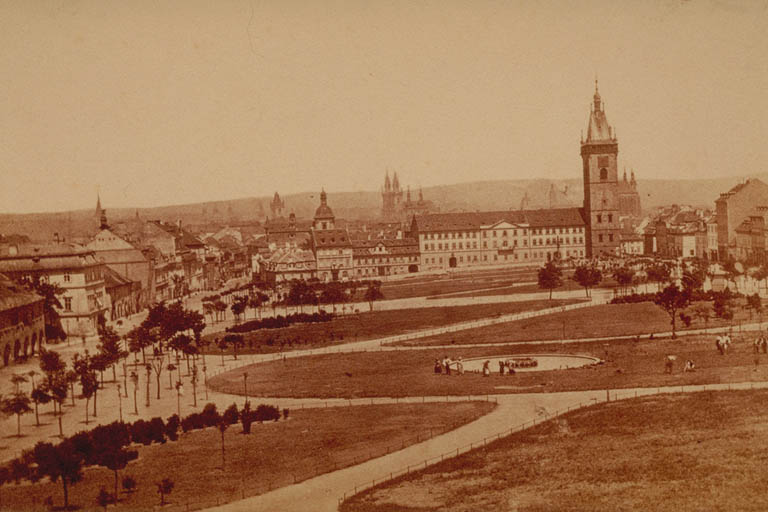
Het Karelsplein in 1871, na de aanleg van het centrale park.

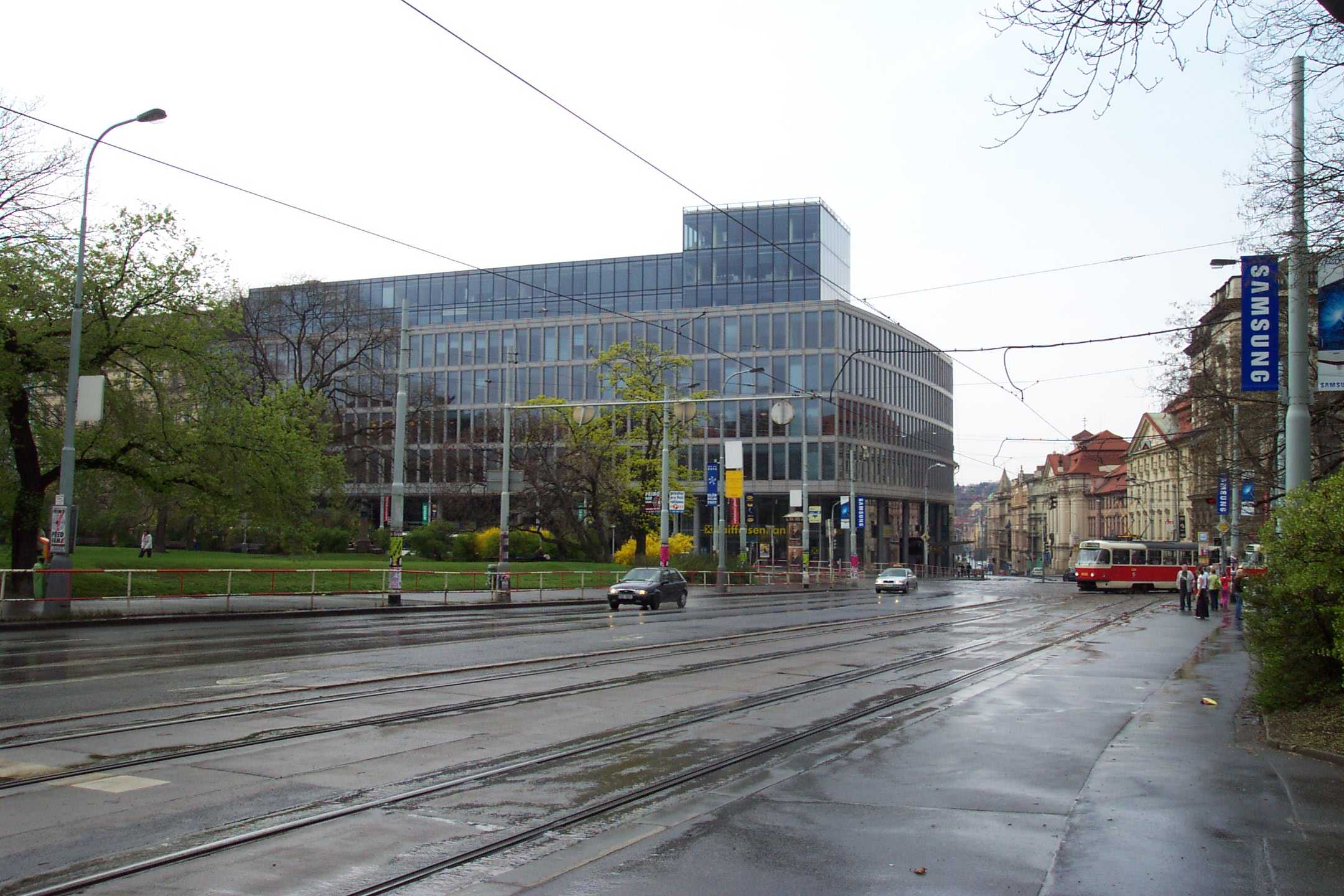
Een deel van het verkeersknooppunt op het Karelsplein in 2006.

Het Karelsplein (Tsjechisch: Karlovo náměstí) is een plein in de Tsjechische hoofdstad Praag, gelegen in de wijk Nieuwe Stad. Het is een van de grootste pleinen ter wereld, met een oppervlakte van 80.550 m².
Het plein werd aangelegd in 1348 als het belangrijkste plein in de toenmalige stad, door koning Karel van Bohemen. Gedurende vijf eeuwen stond het plein bekend als de veemarkt, maar in 1848 werd de naam officieel gewijzigd en vernoemd naar die van de stichter. Het centrale deel van het plein werd in 1860 omgevormd tot park. Aan het Karelsplein staat het stadhuis van de Nieuwe Stad uit de vijftiende eeuw.
Vandaag is het plein een erg druk verkeersknooppunt, met een groot metrostation: Karlovo náměstí.